# Дабан (станция)
Даба́н — железнодорожная станция Северобайкальского региона Восточно-Сибирской железной дороги на Байкало-Амурской магистрали (1014 километр).
Находится в 4,5 км юго-восточнее перевала Даван (Байкальский хребет), у восточного портала Байкальского тоннеля, в Северо-Байкальском районе Республики Бурятия.
Название на языке бурят и у эвенков обозначает «горный перевал». Разъезд Дабан как раз расположен рядом с порталом тоннеля сквозь Байкальский хребет.

## Дальнее следование по станции
| № поезда | Маршрут движения             | № поезда | Маршрут движения             |
| -------- | ---------------------------- | -------- | ---------------------------- |
| 71       | Северобайкальск — Улан-Удэ   | 72       | Улан-Удэ — Северобайкальск   |
| 347      | Северобайкальск — Красноярск | 348      | Красноярск — Северобайкальск |

## Пригородное сообщение по станции
| № поезда  | Маршрут движения          | № поезда  | Маршрут движения          |
| --------- | ------------------------- | --------- | ------------------------- |
| 6368/6370 | Киренга — Северобайкальск | 6369/6367 | Северобайкальск — Киренга |